# Гавчук Іван Карлович
Гавчук Іван Карлович — голова Хмельницької облдержадміністрації (10 грудня 2007 — 18 березня 2010). Державний службовець 1-го рангу (лютий 2008), Заслужений юрист України (2009).

## Біографія
Іван Гавчук народився 5 січня 1956 року в ст. Озерська, Кустанайського району Кустанайської області, КРСР.
Почав працювати з 16 років. Протягом 07.-09.1972 — калькулятор ЗШ № 9 Хмельницького тресту їдалень, 10.1972-05.1974 — поштар супроводу пошти, в.о. начальника пересувного відділу зв'язку Деражнянського райвідділу зв'язку Хмельницької області.
З 05.1974 по 05.1976 — проходив службу в армії. По поверненні з 06.1976-01.1978 — секретар Нижненської сільради депутатів трудящих Деражнянського району.
В 1983 році закінчив навчання у ЛДУ ім. Івана Франка за спеціальністю правознавство.
Був членом комсомолу з 01.1978-01.1982 — інструктор, а з 01.1982-02.1984 — завідувач відділу Деражнянського райкому ЛКСМУ.
З 1984 року працює в прокуратурі: стажист помічника прокурора (02.1984-02.1985), помічник прокурора міста Славути Хмельницької області (02.-12.1985), прокурор відділу загального нагляду прокуратури Хмельницької області (2.1985-06.1987), заступник прокурора (06.1987-10.1992), перший заступник прокурора(10.1992-09.1995).
З вересня року по вересень 2000 року — прокурор міста Хмельницького. Пізніше прокурор Красилівського району (09.2000-05.2002). З травня 2002 року займався адвокатською діяльністю.
9 листопада — 10 грудня 2007 — в.о. голови Хмельницької облдержадміністрації.
10 грудня 2007 — 18 березня 2010 — голова Хмельницької облдержадміністрації.